# Enver Hoxhaj

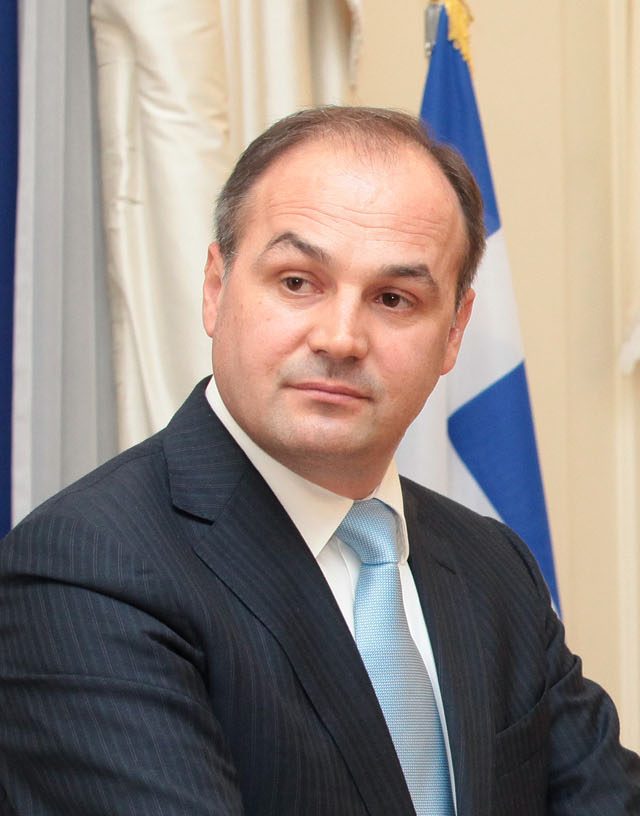
Enver Hoxhaj (2013)

Enver Hoxhaj (* 1969 in Suva Reka, Sozialistische Föderative Republik Jugoslawien) ist ein kosovarischer Politiker (PDK) und Historiker. Von 22. Februar 2011 bis Dezember 2014 leitete er das Außenministerium der Republik Kosovo. Dieses Amt hatte er erneut von Anfang Juni 2016 bis Anfang August 2017 inne.

## Werdegang
Hoxhaj studierte Geschichte an der Universität Pristina, wo er 1993 seinen ersten Abschluss erwarb. Für seine Promotion forschte er zwischen 1994 und 2000 vor allem in Wien. Weiterhin hielt er sich an Universitäten in Berlin, München, Rom, Bologna, Florenz und Paris auf.
Während seines Aufenthaltes in Österreich war er wissenschaftlicher Mitarbeiter an der Universität Wien und zwischen 1996 und 2000 Leiter einer Forschungsgruppe zur Geschichte des Balkans am Ludwig-Boltzmann-Institut für Menschenrechte. Er promovierte im Jahr 2000 mit einer Arbeit über „Untersuchungen zur Geschichte des Kosova in der Römerzeit: Militär, Städte, Gesellschaft und Bevölkerung“ bei der Archäologin Renate Pillinger an der Universität Wien.
Zwischen 2003 und 2004 forschte Hoxhaj als Fellow an der London School of Economics am dortigen Center for Study of the Global Governance. Hoxhaj hat wissenschaftliche Arbeiten in Englisch, Deutsch und Albanisch vorgelegt, vor allem über die Themen Nationalismus und nationale Identität und ethnische Konflikte. Er war Mitglied der Delegation des Kosovo in den Verhandlungen über die Unabhängigkeit des Kosovo, die zwischen 2005 und 2007 in Wien stattfanden und die vom finnischen Diplomaten und UN-Gesandten Martti Ahtisaari geleitet wurden.
Im Jahr 2006 wurde er zum Außerplanmäßigen Professor an der Fakultät für politische Wissenschaften der Universität Pristina ernannt. Im Januar 2008 wurde er zum Minister für Erziehung, Wissenschaft und Technologie des Kosovo berufen. Er ist Mitglied der Demokratischen Partei des Kosovo (PDK). Weiterhin war Hoxhaj Vorsitzender des Ausschusses für Erziehung, Kultur und Jugend des Parlaments der Republik Kosovo.
Von 2011 bis Dezember 2014 war er Außenminister der Republik Kosovo.

## Privates
Hoxhaj spricht und schreibt fließend Albanisch, Englisch, Deutsch und Serbokroatisch. Er lebt in Priština, ist verheiratet und hat zwei Kinder.